# Windows Nashville
Nashville este numele de cod al unui sistem de operare Microsoft Windows anulat care era programat pentru a fi lansat în 1996, între „Chicago” (Windows 95) și „Memphis” (Windows 98, în acel moment programat să apară în 1997), ceea ce a făcut ca utilizatorii să se refere la el ca la Windows 96. Această versiune intenționa să se concentreze pe o integrare mai strictă a sistemului de operare Windows cu browser-ul propriu Internet Explorer, pentru a concura mai bine cu Netscape Navigator.